# لويس ميغيل غارسيا
لويس ميغيل غراسيا خوليان (بالإسبانية: Luis Miguel Gracia Julian)‏، الملقب بـلويسمي (من مواليد 18 يوليو 1983 في كاسيرس، إكستريمادورا)، هو لاعب كرة قدم محترف إسباني، يلعب لنادي ديبورتيفو ألافيس في مركز الجناح الأيمن.

## وصلات خارجية
- لويس ميغيل غارسيا على موقع قاعدة بيانات كرة القدم.إي يو (الإنجليزية)
- لويس ميغيل غارسيا على موقع Soccerway.com (الإنجليزية)
- لويس ميغيل غارسيا على موقع AS.com (الإسبانية)

- BDFutbol profile
- Futbolme profile (بالإسبانية)
- Extremadura UD official profile (بالإسبانية)